# Welcome-To-Your-Weekend Mix
Welcome-To-Your-Weekend Mix was een wekelijks radioprogramma van de Nederlandse radiozender Caz!. De muziek in het programma werd gemixt door dj Martin Pieters, de presentatie was in handen van Albert-Jan Sluis. Het programma werd op Caz! iedere vrijdagavond uitgezonden van 18.00 tot 24.00 uur en herhaald op zaterdagavond op dezelfde tijden.
Het programma heeft ook een podcast gekend, door Caz! omgedoopt in podCaz!t. Deze podcast was een van de meest gedownloade podcasts op iTunes. Iedere podcast duurde ongeveer één uur lang.
De Welcome-To-Your-Weekend Mix (ook wel kortweg Weekendmix genoemd) werd van april 2006 tot 3 april 2009 uitgezonden door Caz!. Het programma was tot september 2007 alleen te horen op vrijdagavond en werd in de beginperiode gepresenteerd door Joey Hereman.
Onder de naam "WeekendMix" zijn de mixes van Martin Pieters per april 2009 voortaan te horen via Radio Decibel op vrijdagavond van 21 uur tot middernacht (en herhaald op de zondag op maandagnacht 01 tot 04 uur).